# Herbst-Drehwurz
Die Herbst-Drehwurz (Spiranthes spiralis), auch Drehähre, Schraubenstendel oder Herbst-Wendelähre genannt, ist eine Pflanzenart aus der Gattung der Drehwurzen (Spiranthes) innerhalb der Familie der Orchideen (Orchidaceae). Durch besondere Ansprüche an ihren Standort ist die Herbst-Drehwurz sehr selten geworden. Sie ist in Deutschland die am spätesten blühende heimische Orchideenart.

## Beschreibung

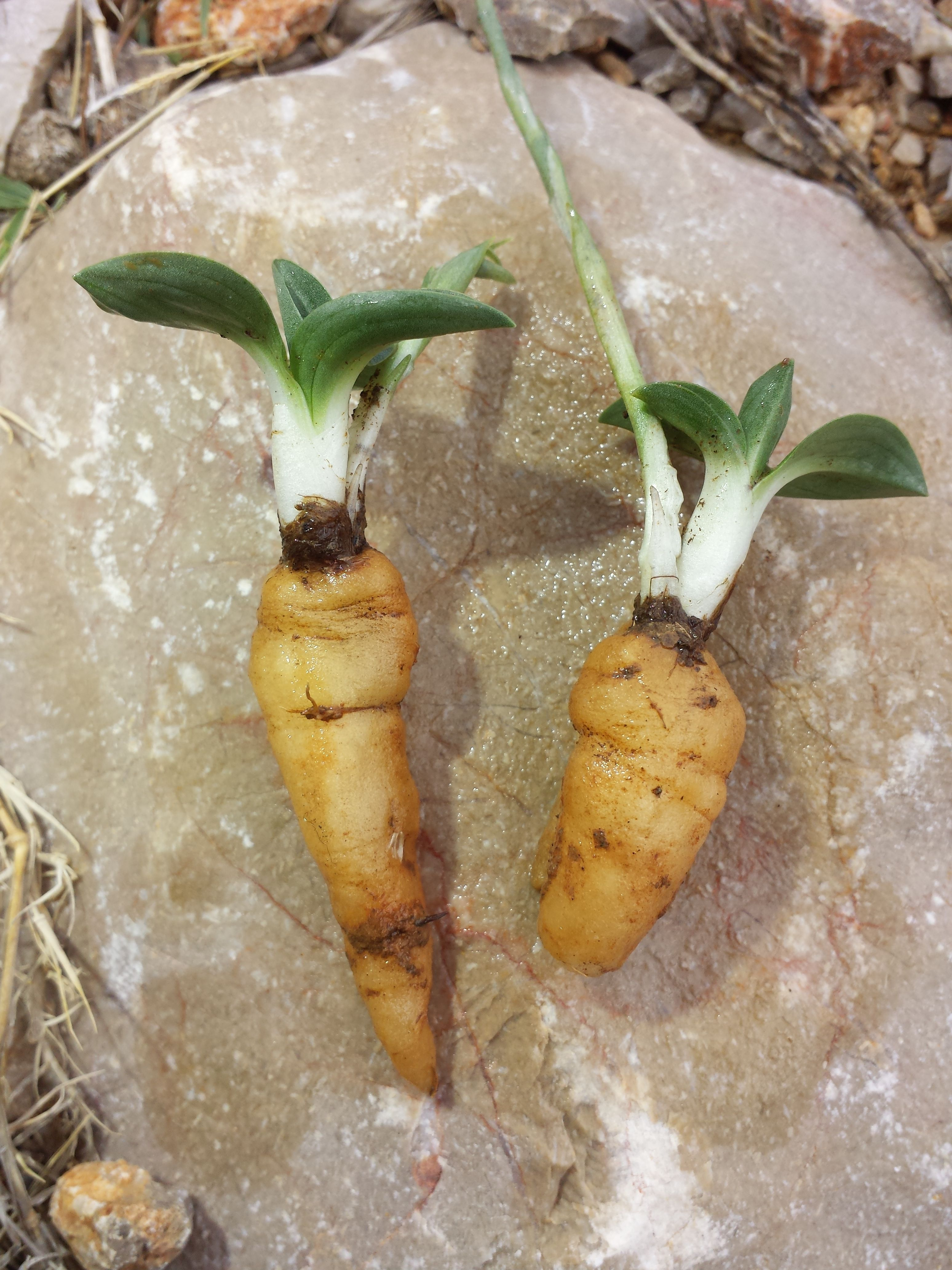
Pflanzenexemplar mit rübenförmiger Speicherwurzel

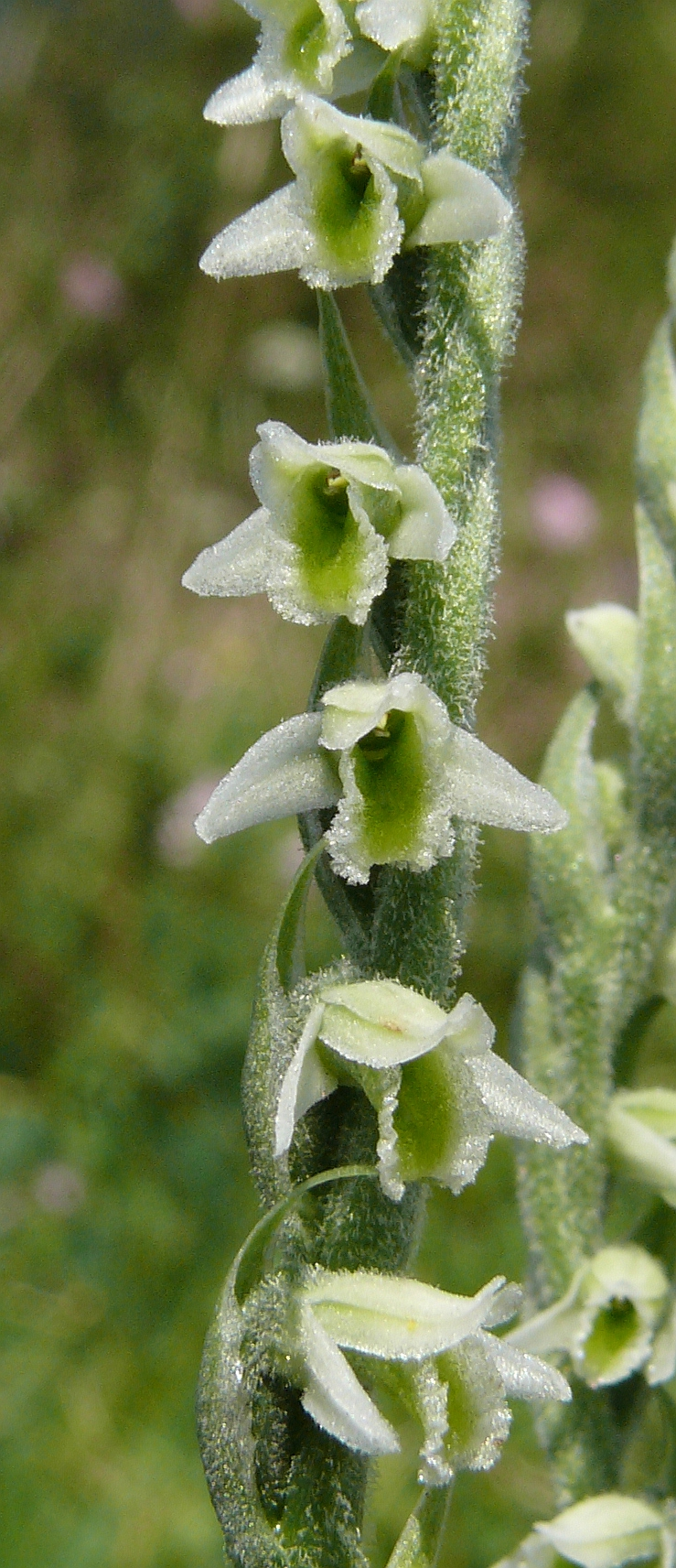
Blütenstand

### Vegetative Merkmale
Die Herbst-Drehwurz mutet sehr zierlich an und ist eine ausdauernde krautige Pflanze, die Wuchshöhen von 5 bis 30 Zentimetern erreicht. Dieser Geophyt besitzt zwei Rüben als Speicherorgane, die auch als Wurzeln das Wasser aufnehmen. Es werden keine zusätzlichen Wurzeln gebildet. Vom Herbst bis zum Einziehen der Pflanze werden in der Regel zwei neue Rüben gebildet, seltener auch nur eine oder drei. Die alten Rüben sterben langsam ab.
Die Blattrosette formt sich in aller Regel aus dicht am Boden anliegenden drei bis sieben glänzenden Laubblättern. Die einfache Blattspreite besitzt eine Länge von 1,5 bis 3,5 Zentimetern und eine Breite von 1 bis 1,5 Zentimetern.

### Generative Merkmale
Entlang des Blütenstängels befinden sich drei bis fünf scheidige Blätter. Er ist besonders im Bereich der Blütenähre stark behaart und erhält dadurch ein grau-grünes Aussehen. Der ährige Blütenstand ist 3 bis 12 Zentimeter lang und mehr oder weniger spiralförmig gedreht. Er umfasst 13 bis 30 Blüten. Die kleinen Blüten duften. Die drei Blütenhüllblätter des äußeren, die zwei des inneren Perigonkreises und die Lippe sind 5 bis 7 Millimeter lang. Der Rand der Lippe ist gekerbt und erscheint aus der Nähe betrachtet wie ausgefranst.
Die Chromosomenzahl beträgt 2n = 30.

## Ökologie
Der Wachstumszyklus während der Vegetationsperiode weicht bei der Herbst-Drehwurz sehr stark von den anderen heimischen Orchideen ab:
Zwischen Juli und August beginnt der Blütentrieb zu wachsen. Zu dieser Zeit sind noch keine Laubblätter sichtbar. Während der Blütezeit zwischen Ende August und Anfang Oktober treiben sie direkt „neben“ dem Blütentrieb aus. Sie überdauern den Winter und verwelken bis zum Beginn des Sommers. Der nächste Blütentrieb wächst dann aus der Mitte der nicht mehr vorhandenen Blattrosette.
Der Fruchtansatz der unteren und mittleren Blüten eines Blütenstandes ist fast vollständig; die im oberen Viertel sitzenden Blüten verkümmern meist. Die Herbst-Drehwurz gilt als allogam. Bestäuber sind Hummeln, die die spiralförmigen Blütenstände von unten nach oben besuchen. Die Blüten produzieren einen vanilleähnlichen Duft und Nektar, der am Lippenende gesammelt wird. Die Pollinien werden durch das Klinandrium am Herabfallen gehindert, so dass Autogamie unmöglich ist. Aufgrund eines engen Spaltes zwischen der Lippe und dem Rostellum können bei frisch geöffneten Blüten nur die Pollinien mit Hilfe einer einzigen bootförmigen Klebscheibe entnommen werden. Im fortgeschrittenen Blühstadium ist der Zugang zur Narbe erweitert, so dass die Pollinien vom Rüssel der Hummeln übertragen werden können. Ältere Blüten können nur mit dem Pollen jüngerer Blüten bestäubt werden. Ob Hummeln die einzigen Bestäuber sind, ist unklar.

## Vorkommen

### Verbreitung weltweit
Das Verbreitungsgebiet von Spiranthes spiralis umfasst Europa mit Ausnahme der kälteren Gebiete im Norden, außerdem kommt Spiranthes spiralis in Nordafrika, Kaukasien und Nordpersien vor. In Europa fehlt sie nur in den Ländern Island, Norwegen, Schweden, Finnland, Moldau, im Baltikum, Belarus und im europäischen Russland.
Wie viele andere heimische Orchideen, zum Beispiel die Ragwurzen (Ophrys), ist die ursprüngliche Herkunft der Herbst-Drehwurz das Mittelmeergebiet. Erst als der Mensch zwischen 7.000 und 4000 v. Chr. sesshaft wurde und Wälder rodete, um Ackerbau und Viehzucht zu betreiben, entstanden die Lebensräume für diese Orchidee und die Ausbreitung nach Norden begann.
In Deutschland liegen die Verbreitungsschwerpunkte auf der Frankenhöhe, im Fränkischen Jura, dem Vorland der Schwäbischen Alb und im Alpenvorland. Wenige Standorte existieren im südlichen Sachsen-Anhalt. Außerhalb dieser Gebiete ist die Pflanze nur noch sehr selten anzutreffen. Im Westen und Nordwesten Deutschlands sind vermutlich alle Standorte erloschen.
In Österreich kommt Spiranthes spiralis noch in allen Bundesländern vor, ist aber ebenfalls selten.
In der Schweiz liegen die meisten aktuellen Nachweise am Vierwaldstättersee, im Rheintal bei Chur, im Gebiet des Walensees und im Tessin.

### Standorte und Verbreitung in Mitteleuropa
Die Herbst-Drehwurz gedeiht meist auf eher kalkarmen, trockenen humusreichen Lehmböden. Sie besiedelt Trockenrasen, die regelmäßig von Schafen beweidet werden. Offensichtlich ist ihre Entwicklung an die regelmäßige Beweidung durch Schafe gebunden. Wenigstens ist Spiranthes spiralis an allen Orten verschwunden, an denen die Weidenutzung durch Schafe eingestellt worden ist. Warum die Entwicklung dieser Orchideenart an die Beweidung durch Schafe gekoppelt ist, ist noch nicht geklärt. Gelegentlich kommt die Herbst-Drehwurz auch am Rande von Sumpfwiesen, in Dünentälchen und in lichten Kiefernbeständen vor, sofern auch hier Beweidung durch Schafe stattfindet. Die Herbst-Drehwurz liebt Sommerwärme. In Mitteleuropa ist sie sehr selten, sie kommt jedoch an ihren Standorten meist in lockeren, individuenarmen Beständen vor. Sie steigt in den Mittelgebirgen, im Alpenvorland und in den Alpen meist nur bis etwa 800 Meter auf. Nach Baumann und Künkele hat Spiranthes spiralis in den Alpenländern folgende Höhengrenzen: Deutschland 20 bis 1160 Meter, Frankreich 1 bis 1500 Meter, Schweiz 253 bis 1640 Meter, Liechtenstein 500 bis 800 Meter, Österreich 250 bis 1000 Meter, Italien 4 bis 1320 Meter, Slowenien 50 bis 1000 Meter. In Europa kommt die Art in Höhenlagen von 1 bis 1640 Metern vor, im Mittelmeerraum nur von 0 bis 800 Metern.

### Standorte

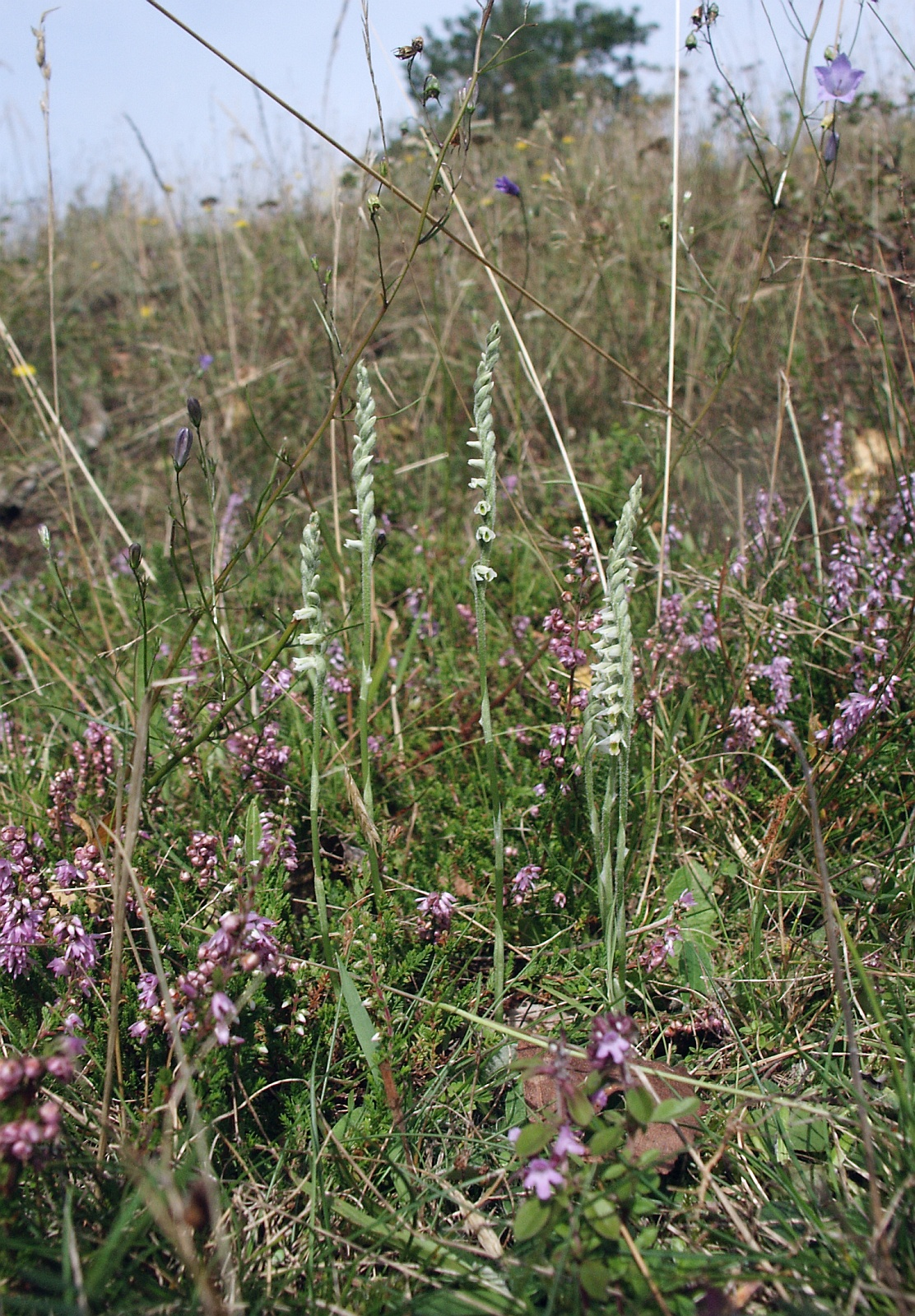
Typischer Standort auf der Frankenhöhe, zusammen mit der Besenheide (Calluna vulgaris)

Die Herbst-Drehwurz wächst auf Magerrasen, Trocken-, Halbtrockenrasen und Heideflächen mit regelmäßiger Beweidung, wodurch die Begleitvegetation niedrig gehalten wird. Sehr selten ist sie auch in lichten Nadelwäldern zu finden.
Typische Begleitpflanzen sind oft die Dornige Hauhechel (Ononis spinosa), Besenheide (Calluna vulgaris) und der Steife Augentrost (Euphrasia stricta).
Die Böden der Biotope sind in der Regel oberflächlich versauert, was auch verschiedene Begleitpflanzen andeuten, z. B. die Besenheide. Selten findet man sie zusammen mit kalkliebenden Pflanzen. Beispielsweise am Rand des Nördlinger Rieses wächst sie zusammen mit der Silberdistel und der Gewöhnlichen Kuhschelle, die beide kalkliebend sind.
Die ökologischen Zeigerwerte nach Landolt et al. 2010 sind in der Schweiz: Feuchtezahl F = 3+w (feucht aber mäßig wechselnd), Lichtzahl L = 4 (hell), Reaktionszahl R = 3 (schwach sauer bis neutral), Temperaturzahl T = 3+ (unter-montan und ober-kollin), Nährstoffzahl N = 2 (nährstoffarm), Kontinentalitätszahl K = 3 (subozeanisch bis subkontinental).
Nach dem trockenen Sommer 2003 gab es wenig bis keine blühende Pflanzen. Erwartet wurde eine verspätete Blüte im Oktober, aber diese Vermutung bestätigte sich nicht.
Pflanzengesellschaften:
- Verband Mesobromion erecti (Halbtrockenrasen, magere Wiesen und Weiden)
- Verband Violion caninae (Borstgrasrasen tiefer Lagen)
- Verband Molinion caeruleae (Streuwiesen, trockenere Ausprägung)

(Aufschlüsselung siehe Pflanzensoziologische Einheiten nach Oberdorfer)

### Naturschutz und Gefährdung
Wie alle in Europa vorkommenden Orchideenarten steht auch die Herbst-Drehwurz unter strengem Schutz europäischer und nationaler Gesetze. Die Art ist in Deutschland durch die BArtSchV besonders geschützt.
- Rote Listen:

- Rote Liste Deutschland: 3
- Rote Liste Bundesländer: Baden-Württemberg: 2, Bayern: 3, Hessen: 3, Niedersachsen: 1, Rheinland-Pfalz: 2, Sachsen-Anhalt: 1, Thüringen: 1.

In den übrigen Bundesländern kommt Spiranthes spiralis nicht oder nicht mehr vor.
Die Herbst-Drehwurz ist abhängig von der regelmäßigen Beweidung ihrer Standorte durch Schafe. Wird diese aufgegeben, verfilzen die Flächen schnell und die konkurrenzschwache Art wird von größeren Pflanzen überwuchert und erhält nicht mehr genug Licht zur Photosynthese. Zunächst bleiben die Blüten aus, nach wenigen Jahren verschwinden auch die Pflanzen. Zu starke oder zur falschen Zeit durchgeführte Beweidungen stellen ebenfalls eine Gefährdung dar. Verweilen die Schafherden zur Blütezeit zu lange auf den Standorten, werden die Blütentriebe entweder abgefressen oder niedergetrampelt. Eine rasch durchziehende Herde hinterlässt aber in der Regel genügend Blütentriebe, deren Samen für den Erhalt dieser Art sorgen.
Die Bestandsentwicklung in Deutschland, Österreich und der Schweiz ist abnehmend.
Um auf diese in Mitteleuropa vom Aussterben bedrohte Art hinzuweisen, wurde sie im Jahr 2001 vom Arbeitskreis Heimische Orchideen (AHO) in Deutschland zur Orchidee des Jahres erklärt.

## Systematik
Die Erstveröffentlichung erfolgte 1753 unter dem Namen (Basionym) Ophrys spiralis durch Carl von Linné in Species Plantarum, Tomus II, S. 945; zur damaligen Zeit wurden die Orchideen mit spornlosen Blüten zur Gattung Ragwurzen (Ophrys) gestellt. Die Neukombination zu Spiranthes spiralis (L.) Chevall. wurde 1827 durch François Fulgis Chevallier in Flore générale des environs de Paris ..., 2. Auflage, Band 2, S. 330 veröffentlicht. Synonyme für Spiranthes spiralis (L.) Chevall. sind: Epipactis spiralis (L.) Crantz, Serapias spiralis (L.) Scop., Ophrys autumnalis Balb., Neottia spiralis (L.) Sw., Neottia autumnalis (Balb.) Pers., Ibidium spirale (L.) Salisb., Spiranthes autumnalis (Balb.) Rich., Neottia autumnalis (Balb.) Steud., Gyrostachys autumnalis (Balb.) Dumort., Spiranthes glauca Raf., Gyrostachys spiralis (L.) Kuntze.

### Hybride
Es wurde eine Hybride mit der Sommer-Drehwurz (Spiranthes aestivalis) beschrieben.
- Spiranthes × zahlbruckneri H.Fleischm. Durch die unterschiedlichen Biotope dieser Arten ist diese Hybride sehr selten. Es soll Nachweise aus Österreich und Frankreich geben. Sie ist benannt nach Alexander Zahlbruckner, dem österreichischen Flechten-Spezialisten.

## Etymologie
Der wissenschaftliche Gattungsname Spiranthes wird von den altgriechischen Wörtern σπεῖρα speira für alles Gewundene, Windung und ἄνθος anthos für Blume, Blüte gebildet und bezieht sich auf den spiralig gewundenen Blütenstand der Pflanze. Auch das lateinische Epitheton spiralis weist auf diesen Zusammenhang hin. Die deutsche Bezeichnung Herbst-Drehwurz nimmt zusätzlich Bezug auf die späte Blütezeit.

## Weitere Bilder

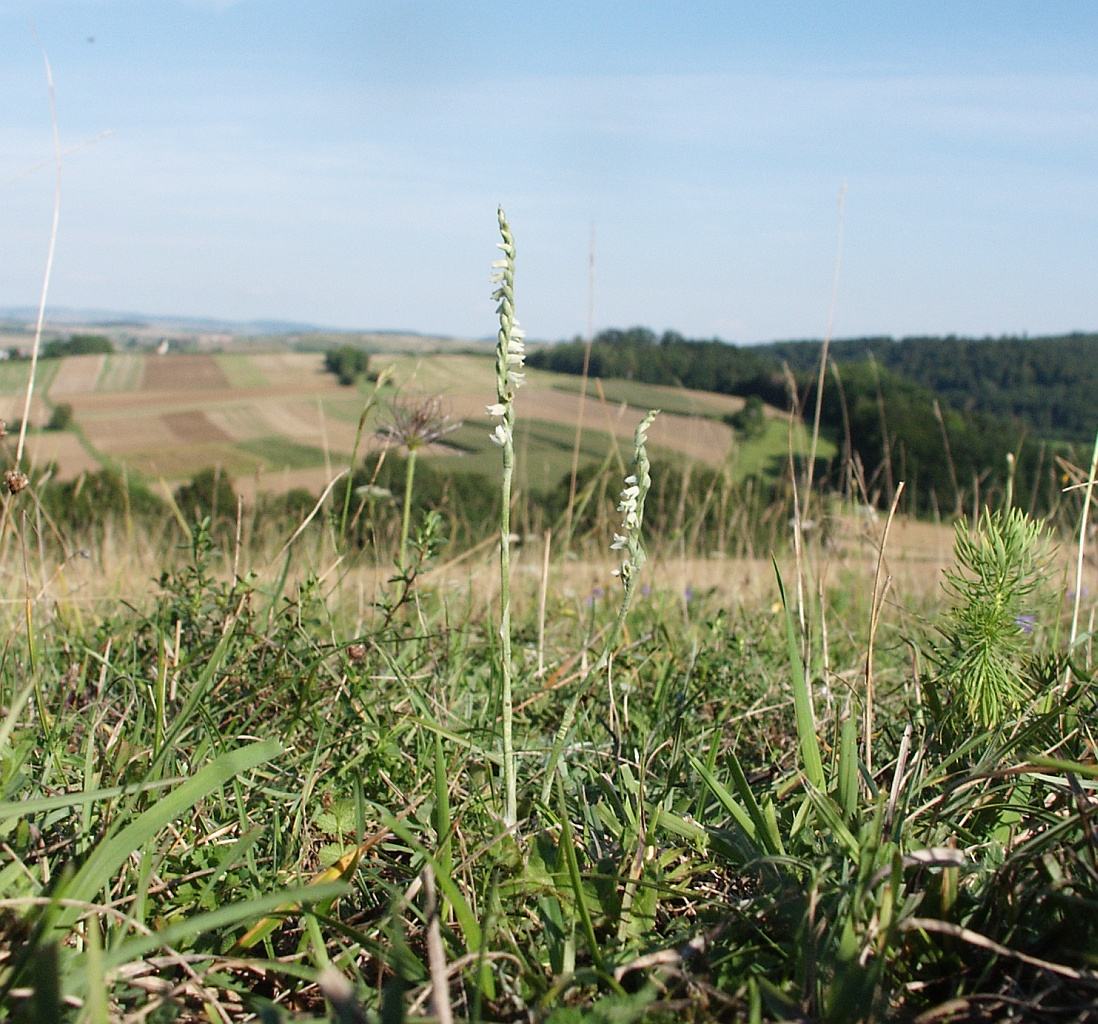
Wuchsort am Rand des Nördlinger Rieses, im Mittelgrund ein Fruchtstand der Gewöhnlichen Kuhschelle (Pulsatilla vulgaris)
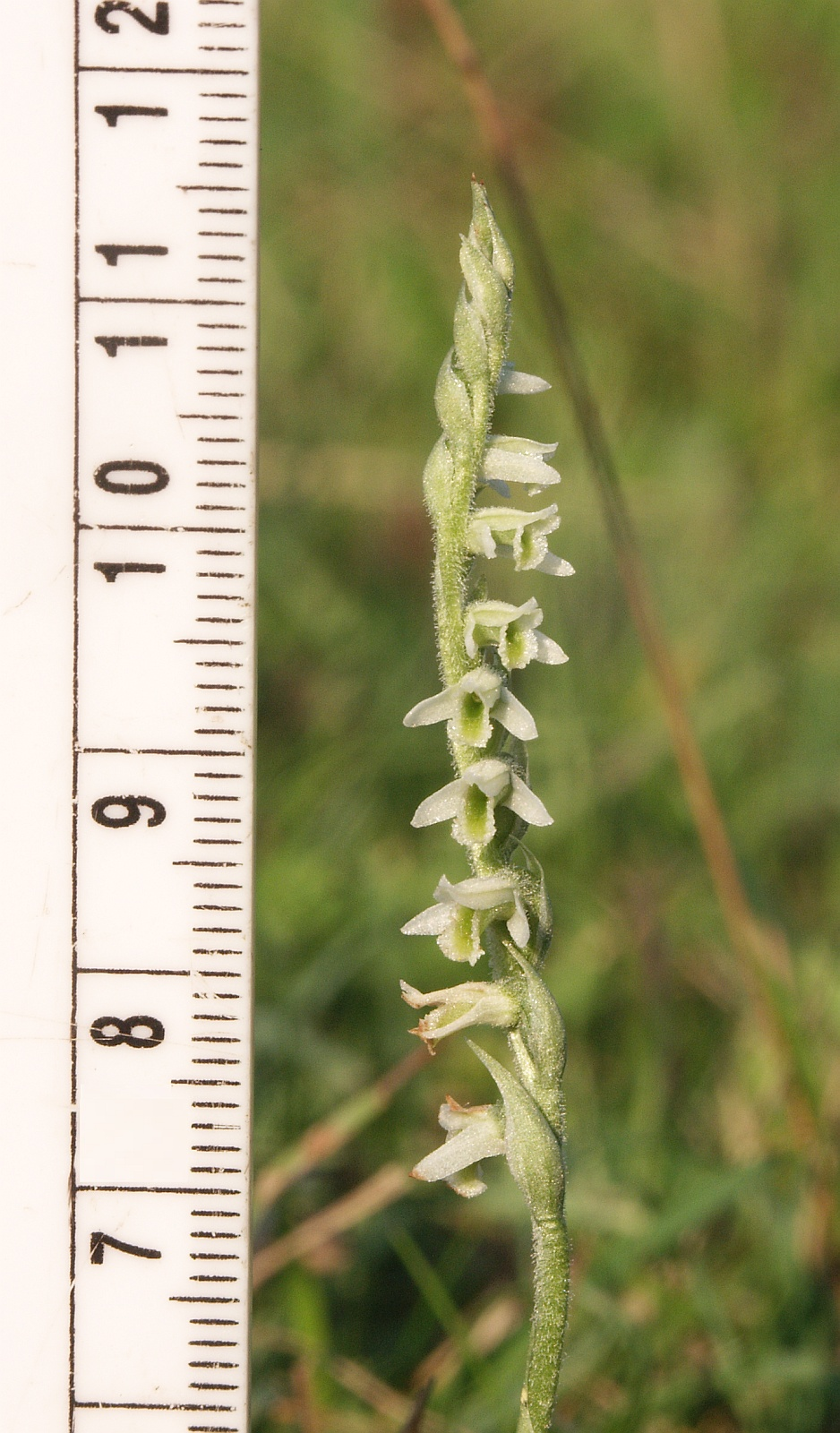
Zur Verdeutlichung der Größe der Pflanze
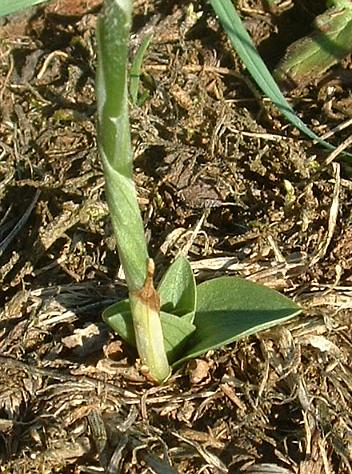
Austreibende Blattrosette
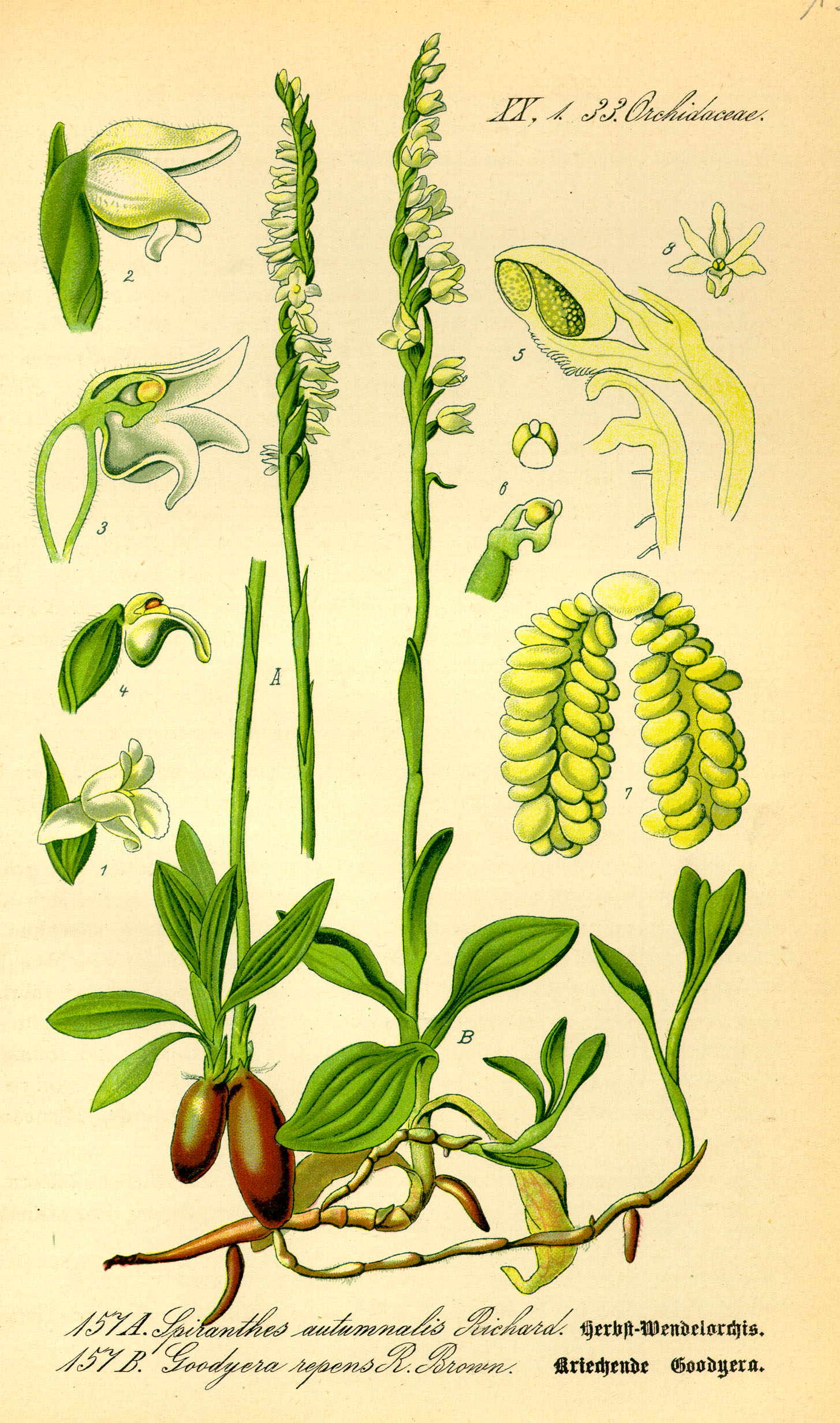
Spiranthes spiralis (links) Illustration in: Otto Wilhelm Thomé: Flora von Deutschland, Österreich und der Schweiz, Gera (1885)